# Aamir Khan
Aamir Hussain Khan (dewanagari आमिर ख़ान, pismo urdu عامر حسین خان; ur. 14 marca 1965 w Bombaju) – bollywoodzki aktor, reżyser i producent filmowy.

## Rodzina
Aamir Khan pochodzi z rodziny związanej z przemysłem filmowym. Jego ojciec Tahir Hussain był producentem, a stryj, Nasir Hussain, reżyserem.
Zagrał w kilku filmach reżyserowanych przez kuzyna – Mansoora Khana; jego bratem jest Faisal Khan, z którym wystąpił w 2000 roku w filmie Mela. Aamir Khan jest muzułmaninem.

## Kariera
W treści tej sekcji od 2013-12 występują prawdopodobnie wyrażenia zwodnicze, co nie jest zgodne z zasadami przyjętymi w Wikipedii.
Dokładniejsze informacje o tym, co należy poprawić, być może znajdują się w dyskusji tej sekcji.
 Po wyeliminowaniu niedoskonałości należy usunąć szablon  z tej sekcji.
Aamir Khan rozpoczął karierę filmową jako dziecko grając w filmach Yaadon Ki Baraat (1973), Madhosh (1974) i jako nastolatek w Holi (1984).
W filmie z 1988 roku Qayamat Se Qayamat Tak, pierwszy raz zagrał główną rolę.
W filmie Hum Hain Rahi Pyaar Ke z 1993 roku nie tylko zagrał, ale też współpracował przy scenariuszu; ponadto śpiewał piosenkę w Ghulam (1998), za co otrzymał nominację do Nagrody Filmfare.
W 2001 roku zaczął karierę producenta; jego pierwszym filmem było Lagaan: Dawno temu w Indiach, w którym zagrał także główną rolę. Film nominowano do Oscara dla najlepszego filmu obcojęzycznego.
Po 3-letniej przerwie zagrał w innym historycznym filmie Rebeliant, w którym zagrał historyczną postać Mangala Pandeya, bohatera powstania sipajów z 1857 roku. Jego kolejny film, Kolor szafranu (2006), został wybrany jako oficjalny indyjski kandydat do Oscara.
W tym samym roku zagrał też w filmie Unicestwienie razem z gwiazdą kina bollywoodzkiego, aktorką Kajol. Znaczna część filmu została nakręcona w polskich Tatrach, które zastępowały góry Kaszmiru, gdzie kręcenie filmu byłoby zbyt ryzykowne ze względu na zagrożenie terrorystyczne.
W 2007 roku Aamir Khan wyprodukował Gwiazdy na ziemi, które stały się również jego reżyserskim debiutem. Wystąpił w nim w podwójnej roli: reżysera i aktora. Historia dyslektycznego dziecka i jego nauczyciela zdobyła Nagrodę Filmfare dla Najlepszego Filmu, a sam Aamir Khan otrzymał Nagrodę Filmfare dla Najlepszego Reżysera. Film ten był indyjskim kandydatem do Oskara.
W 2008 roku Khan wyprodukował film Jaane Tu Ya Jaane Na, w którym zadebiutował Imran Khan.
W grudniu 2008 na ekrany wszedł remake tamilskiego filmu Ghajini, w którym aktor zagrał role człowieka cierpiącego na utratę pamięci krótkotrwałej.
W grudniu 2009 roku na ekrany wszedł film Trzej idioci w reżyserii Rajkumara Hiraniego, w którym Aamir Khan zagrał jedną z głównych ról.
12 czerwca 2009 film Raakh, czyli prawdziwy debiut Aamira, po 20 latach wszedł ponownie na ekrany, tym razem w o wiele większej ilości kopii niż przy pierwszym rozpowszechnianiu.

## Życie prywatne
Aamir rozpoczął poważną karierę zaraz po szkole i w swoim pierwszym hicie, Qayamat Se Qayamat Tak zagrał ucznia. Prasa próbowała zaszufladkować go jako idola nastolatek. W tym celu ukryto jego ślub z Reeną Duttą, która, choć nie jest profesjonalną aktorką, pojawiła się w jednej z piosenek w jego pierwszym filmie. Gdy wiadomość o ślubie wyszła na jaw, stała się sporą sensacją, jednak nie zaszkodziła wówczas ani karierze aktora, ani ich małżeństwu – wiedli ciche życie z dala od prasy i mieli dwójkę dzieci (syna Junaida i córkę Irę). Reena pracowała z mężem przy produkcji Lagaan: Dawno temu w Indiach.
W grudniu 2002 złożyli pozew o rozwód. Obie strony milczały co do przyczyn rozstania.
28 grudnia 2005 Aamir ożenił się z Kiran Rao, która była asystentką reżysera Ashutosha Gowarikera w trakcie kręcenia Lagaan: Dawno temu w Indiach.

## Nagrody i nominacje

### Nagrody Akademii Filmowej (Oscary)
- 2002: Lagaan: Dawno temu w Indiach nominowany w kategorii najlepszy film obcojęzyczny roku 2001.

### Nagrody IIFA (Indyjskie Międzynarodowe Nagrody Filmowe)
- 2002: Nagroda dla Najlepszego Aktora za Lagaan: Dawno temu w Indiach i nominacja do Nagrody dla Najlepszego Aktora za Rób swoje!
- 2007: nominacja do Nagrody dla Najlepszego Aktora za Kolor szafranu
- 2009: nominacja dla Nagrody dla Gwiazdy Dekady (w kategorii aktorów)

### Nagrody Filmfare
- 1989: Nagroda Filmfare za Najlepszy Debiut za Qayamat Se Qayamat Tak
- 1989: Nominacja do Nagrody Filmfare dla Najlepszego Aktora za Qayamat Se Qayamat Tak
- 1990: Nominacja do  Nagrody Filmfare dla Najlepszego Aktora za Raakh
- 1991: Nominacja do  Nagrody Filmfare dla Najlepszego Aktora za Dil
- 1992: Nominacja do  Nagrody Filmfare dla Najlepszego Aktora za Dil Hai Ki Manta Nahin
- 1993: Nominacja do  Nagrody Filmfare dla Najlepszego Aktora za Jo Jeeta Wohi Sikandar
- 1994: Nominacja do  Nagrody Filmfare dla Najlepszego Aktora za Hum Hain Rahi Pyaar Ke
- 1995: Nominacja do  Nagrody Filmfare dla Najlepszego Aktora za Andaz Apna Apna
- 1996: Nominacja do  Nagrody Filmfare dla Najlepszego Aktora za Akele Hum Akele Tum
- 1997: Nagroda Filmfare dla Najlepszego Aktora za Raja Hindustani
- 1999: Nominacja do  Nagrody Filmfare dla Najlepszego Aktora za Ghulam
- 1999: Nominacja do  Nagrody Filmfare za najlepsze wykonanie piosenki za „Aati Kya Khandaala” z filmu Ghulam
- 2000: Nominacja do  Nagrody Filmfare dla Najlepszego Aktora za Poświęcenie
- 2002: Nagroda Filmfare dla Najlepszego Aktora za Lagaan: Dawno temu w Indiach
- 2002: Nominacja do  Nagrody Filmfare dla Najlepszego Aktora za Rób swoje!
- 2006: Nominacja do  Nagrody Filmfare dla Najlepszego Aktora za Rebelianta
- 2007: Nominacja do  Nagrody Filmfare dla Najlepszego Aktora za Kolor szafranu
- 2007: Nagroda Filmfare Krytyków dla Najlepszego Aktora  za Kolor szafranu
- 2008: Nominacja do Nagrody Filmfare dla Najlepszego Aktora Drugoplanowego za Gwiazdy na ziemi
- 2008: Nagroda Filmfare dla Najlepszego Reżysera za Gwiazdy na ziemi
- 2008: Nagroda Filmfare dla Najlepszego Filmu za Gwiazdy na ziemi (jako producent)
- 2009: Nagrody Filmfare dla Najlepszego Aktora za Ghajini
- 2010: Nominacja do  Nagrody Filmfare dla Najlepszego Aktora za Trzech idiotów

### Narodowe Nagrody Filmowe
- 1990: Specjalne Wyróżnienie Jury za Raakh
- 2002: Nagroda dla Najlepszego Filmu Zapewniającego Wartościową Rozrywkę za Lagaan: Dawno temu w Indiach, razem z Ashutoshem Gowarikerem.

### Nagrody Star Screen
- 1997: Nagroda Star Screen dla Najlepszego Aktora za Raja Hindustani
- 2002: Nagroda Star Screen dla Najlepszego Aktora za Lagaan: Dawno temu w Indiach
- 2006: Nominacja do Nagrody Star Screen dla Najlepszego Aktora za Rebelianta
- 2007: Nominacja do Nagrody Star Screen dla Najlepszego Aktora za Kolor szafranu
- 2007: Nominacja do Nagrody Star Screen dla Najlepszego Odtwórcy Roli Negatywnej za Unicestwienie
- 2008: Nagroda Star Screen dla Najlepszego Aktora Drugoplanowego za Gwiazdy na ziemi
- 2010: Nominacja do Nagrody Star Screen dla Najlepszego Aktora za Trzech idiotów

### Nagrody GIFA
- 2006: Nominacja do Nagrody dla Najlepszego Aktora za rolę w Kolor szafranu

### Nagrody Zee Cine
- 2000: Nagroda Zee Cine dla Najlepszego Aktora za Poświęcenie
- 2002: Nagroda Zee Cine dla Najlepszego Aktora za Lagaan: Dawno temu w Indiach i nominacja do tej samej nagrody za Rób swoje!
- 2007: Nominacja do Nagrody Zee Cine dla Najlepszego Aktora za Kolor szafranu

## Filmografia
| Tytuł                        | Rok  | Rola                                                    | Uwagi |
| ---------------------------- | ---- | ------------------------------------------------------- | --- |
| Dzienniki mumbajskie         | 2010 | Arun, malarz                                            | |
| Trzej idioci                 | 2009 | Ranchoddas „Rancho” Shamaldas Chanchad /Phunsukh Wangdu | nominacja do Nagrody Filmfare dla Najlepszego Aktora nominacja do Nagroda Star Screen dla Najlepszego Aktora |
| Ghajini                      | 2008 | Sanjay Singhania/Sachin                                 | remake tamilskiego hitu Ghajini nominacja do Nagrody Filmfare dla Najlepszego Aktora |
| Gwiazdy na ziemi             | 2007 | Ram Shankar Nikumb                                      | nominacja do Nagrody Filmfare dla Najlepszego Aktora Drugoplanowego Nagroda Filmfare dla Najlepszego Filmu indyjski kandydat do Oscara za najlepszy film obcojęzyczny                                                            |
| Lajjo                        | 2007 |                                                         | realizacja nie doszła do skutku |
| Unicestwienie                | 2006 | Rehan Qadri                                             | tytuł oryginalny Fanaa nominacja do Nagrody Star Screen dla Najlepszego Odtwórcy Roli Negatywnej |
| Kolor szafranu               | 2006 | Daljeet (DJ)                                            | Nagroda Filmfare Krytyków dla Najlepszego Aktora nominacja do Nagrody Filmfare dla Najlepszego Aktora film nominowany do Nagrody BAFTA za najlepszy film obcojęzyczny indyjski kandydat do Oscara za najlepszy film obcojęzyczny |
| Rebeliant                    | 2005 | Mangal Pandey                                           | nominacja do Nagrody Filmfare dla Najlepszego Aktora |
| Rób swoje!                   | 2001 | Akash Malhotra                                          | nominacja do Nagrody Filmfare dla Najlepszego Aktora |
| Lagaan: Dawno temu w Indiach | 2001 | Bhuvan                                                  | Nagroda Filmfare dla Najlepszego Aktora Nagroda Filmfare dla Najlepszego Filmu film nominowany do nagrody Oscara za najlepszy film obcojęzyczny                                                                                  |
| Mela                         | 2000 | Kishan Pyare                                            | |
| Mann                         | 1999 | Karan Dev Singh                                         | |
| Poświęcenie                  | 1999 | Ajay Singh Rathod                                       | nominacja do Nagrody Filmfare dla Najlepszego Aktora |
| Earth                        | 1998 | Dil Navaz                                               | indyjski kandydat do nagrody Oscara za najlepszy film obcojęzyczny |
| Ghulam                       | 1998 | Siddharth Marathe                                       | nominacja do Nagrody Filmfare dla Najlepszego Aktora nominacja do Nagrody Filmfare za Najlepszy Playback Męski |
| Miłość                       | 1997 | Raja                                                    | |
| Raja Hindustani              | 1996 | Raja Hindustani                                         | Nagroda Filmfare dla Najlepszego Aktora |
| Akele Hum Akele Tum          | 1995 | Rohit                                                   | nominacja do Nagrody Filmfare dla Najlepszego Aktora |
| Kolorowa                     | 1995 | Munna                                                   | |
| Aatank Hi Aatank             | 1995 | Rohan                                                   | |
| Baazi                        | 1995 | Inspektor Amar Damjee                                   | |
| Andaz Apna Apna              | 1994 | Amar                                                    | nominacja do Nagrody Filmfare dla Najlepszego Aktora |
| Hum Hain Rahi Pyaar Ke       | 1993 | Rahul Malhotra                                          | nominacja do Nagrody Filmfare dla Najlepszego Aktora |
| Parampara                    | 1993 | Ranbir Prithvi Singh                                    | |
| Isi Ka Naam Zindagi          | 1992 | Chotu                                                   | |
| Jo Jeeta Wohi Sikandar       | 1992 | Sanjaylal Verma                                         | nominacja do Nagrody Filmfare dla Najlepszego Aktora |
| Time Machine                 | 1992 | Shekhar Kapur                                           | nieukończony z powodu problemów finansowych, nie ukazał się |
| Daulat Ki Jung               | 1991 | Rajesh Chaudhry                                         | |
| Dil Hai Ki Manta Nahin       | 1991 | Raghu Jetley                                            | nominacja do Nagrody Filmfare dla Najlepszego Aktora |
| Afsana Pyaar Ka              | 1991 | Raj                                                     | |
| Jawani Zindabad              | 1990 | Shashi                                                  | |
| Deewana Mujh Sa Nahin        | 1990 | Ajay Sharma                                             | |
| Dil                          | 1990 | Raja                                                    | nominacja do Nagrody Filmfare dla Najlepszego Aktora |
| Tum Mere Ho                  | 1990 | Shiva                                                   | |
| Awwal Number                 | 1990 | Sunny                                                   | |
| Love Love Love               | 1989 | Amit                                                    | |
| Raakh                        | 1989 | Aamir Hussein                                           | nominacja do Nagrody Filmfare dla Najlepszego Aktora |
| Qayamat Se Qayamat Tak       | 1988 | Raj                                                     | Nagroda Filmfare za Najlepszy Debiut nominacja do Nagrody Filmfare dla Najlepszego Aktora |
| Holi                         | 1984 | Madan Sharma                                            | |
| Madhosh                      | 1974 | jako dziecko                                            | |
| Yaadon Ki Baaraat            | 1973 | jako dziecko                                            | |